# Rhyncomya limbipennis
Rhyncomya limbipennis är en tvåvingeart som först beskrevs av Macquart 1843.  Rhyncomya limbipennis ingår i släktet Rhyncomya och familjen spyflugor. Inga underarter finns listade i Catalogue of Life.